# 후나마치역
후나마치역(일본어: 船町駅)은 일본 아이치현 도요하시시에 위치한 도카이 여객철도 이다선의 철도역이다. 단선 승강장 1면 1선의 구조를 갖춘 지상역이다.

## 이용 현황
| 연도     | 하루 평균 | 연도     | 하루 평균 |
| 1950년도 | 336       | 1976년도 | 475       |
| 1951년도 | 435       | 1977년도 | 428       |
| 1952년도 | 429       | 1978년도 | 386       |
| 1953년도 | 453       | 1979년도 | 361       |
| 1954년도 | 448       | 1980년도 | 363       |
| 1955년도 | 481       | 1981년도 | 393       |
| 1956년도 | 578       | 1982년도 | 373       |
| 1957년도 | 677       | 1983년도 | 326       |
| 1958년도 | 696       | 1984년도 | 197       |
| 1959년도 | 886       | 1985년도 | 178       |
| 1960년도 | 983       | 1986년도 | 175       |
| 1961년도 | 1,075     | 1987년도 | 198       |
| 1962년도 | 1,046     | 1988년도 | 215       |
| 1963년도 | 1,109     | 1989년도 | 210       |
| 1964년도 | 1,135     | 1990년도 | 219       |
| 1965년도 | 1,211     | 1991년도 | 217       |
| 1966년도 | 1,123     | 1992년도 | 210       |
| 1967년도 | 1,072     | 1993년도 | 210       |
| 1968년도 | 1,112     | 1994년도 | 217       |
| 1969년도 | 979       | 1995년도 | 201       |
| 1970년도 | 811       | 1996년도 | 191       |
| 1971년도 | 724       | 1997년도 | 189       |
| 1972년도 | 572       | 1998년도 | 181       |
| 1973년도 | 530       | 1999년도 | 169       |
| 1974년도 | 520       | 2011년도 | 169       |
| 1975년도 | 506       | 2012년도 | 175       |
| -------- | --------- | -------- | --------- |

## 역 주변
- 도요카와 강
- 일본화물철도 도요하시 오프레일 스테이션

## 역사
- 1927년 6월 1일 : 도요하시 철도의 신후나마치 정류장으로서 개업.
- 1943년 8월 1일 : 국유화, 일본국유철도 이다선의 역이 된다. 동시에 역으로 승격, 후나마치역으로 개칭.
- 1969년 6월 5일 : 업무위탁역으로 된다.
- 1984년 2월 24일 : 업무위탁 종료, 무인화.
- 1987년 4월 1일 : 일본국유철도 분할 민영화에 의해, 도카이 여객철도가 승계.
- 1991년 3월 16일 : 다이어 개정을 실시. 이후, 정차 열차는 도요하시 - 도요카와 간의 구간 운전 열차가 중심으로 한다.
- 2010년 3월 13일 : TOICA의 이용이 가능하게 되었다.

## 인접 역
| 도카이 여객철도 이다선 | 도카이 여객철도 이다선 | 도카이 여객철도 이다선 |
| ---------------------- | ---------------------- | ---------------------- |
| 도요하시 도요하시 방면 | ■ 이다선               | 시모지 다쓰노 방면     |